# 翁巴德雅
翁巴德雅（葡萄牙語：Ombadja），是個位於安哥拉南部的城鎮，由庫內納省負責管轄，北鄰寬哈馬，面積12,264平方公里，2006年人口147,921，人口密度每平方公里12人。